# يمن تايمز
يمن تايمز تعتبر أول وأكثر الصحف المكتوبة باللغة الإنجليزية انتشارا في اليمن. تنشر الصحيفة مرتين في الأسبوع (يومي الاثنين والخميس) وتملك مطبعة، مكتب إعلانات، وخدمات أخبار.
تأسست عام 1991 من قبل البروفيسور عبد العزيز السقاف الناشط في حقوق الإنسان والاقتصادي الرائد واستمر في رئاسة التحرير والنشر حتى وفاته بحادث سيارة في 1999. في بيان مهم للصحيفة كتب ما يلي: "نحن نستخدم يمن تايمز لجعل اليمن وطن عالمي جيد"."
يمن تايمز لديها مكاتب ومراسلين في جميع أنحاء البلاد. الصحيفة تدعم حرية الصحافة واحترام حقوق الإنسان والتعددية السياسية والديمقراطية. وتشجع المنظمات غير الحكومية وغير ذلك من أشكال منظمات المجتمع المدني. في الجبهة الاقتصادية فإنها تدعم التحرر والتفاعل المفتوح مع الدول الأخرى. منحت الصحيفة جائزة مجلس الشعب الدولي لحرية الصحافة لعام 1995 من قبل نادي الصحافة الوطني.
تجدر الإشارة إلى أن تاريخ صدور أول صحيفة مكتوبة باللغة الإنجليزية كان الستينات من عدن. الصحيفتان هما وقائع عدن ومؤسسها محمد علي لقمان والسجل ومؤسسها محمد باشراحيل. هاتين الصحيفتين توقفتا عن الصدور بعدما استلم الجبهة الوطنية لتحرير جنوب اليمن زمام السلطة في سنة 1967.